# Elvira Bisbe i Vives
Elvira Bisbe i Vives (Barcelona 1961) és una metgessa catalana, especialista en anestesiologia, que ha estat la primera dona presidenta del Col·legi Oficial de Metges de Barcelona.
Elvira Bisbe va estudiar medicina a la Universitat Autònoma de Barcelona (UAB), on es va llicenciar el 1987 i va especialitzar-se en anestesiologia i reanimació a l'Hospital de l'Esperança de Barcelona. L'any 2025 va doctorar-se a la UAB amb una tesi sobre la Utilitat del ferro endovenós per al tractament de l'anèmia periquirúrgica en cirurgia ortopèdica.
Bisbe treballa a l'Hospital del Mar de Barcelona, on és membre del grup de recerca en medicina perioperatòria. Dedica una part del seu temps a la docència, com a professora agregada de la Facultat de Medicina de la Universitat de Vic.
Des de 2010 ha estat membre de la Junta Govern del Col·legi Oficial de Metges de Barcelona (COMB). Fins a 2014, durant la presidència de Miquel Vilardell, en va ser vocal de la Junta i des de 2014, en les tres juntes que va presidir Jaume Padrós, en va ser vicepresidenta. El 2025 va ser elegida presidenta del COMB, essent la primera dona a presidir aquesta entitat.